# Gaila González
Gaila Ceneida González López (Santo Domingo, 25 giugno 1997) è una pallavolista dominicana, opposto della Dinamo-Ak Bars.

## Carriera

### Club
La carriera di Gaila González inizia quando sigla il suo primo contratto professionistico con il Mirador per disputare il campionato mondiale per club 2015. Emigra poi a Porto Rico, dove è di scena nella Liga de Voleibol Superior Femenino 2017 con le Capitalinas de San Juan. Nel 2018 è nuovamente in patria, dove partecipa alla prima edizione della Liga de Voleibol Superior con il Cristo Rey, venendo insignita dei premi di miglior realizzatrice e miglior servizio del torneo.
Nella stagione 2018-19 si trasferisce in Turchia per prendere parte alla Sultanlar Ligi con l'Aydın BB. Resta nella penisola anatolica anche nel seguente triennio: nel campionato 2018-19 è di scena in Voleybol 1. Ligi con il Kale 1957, centrando la promozione in massima serie, mentre nel campionato seguente approda al Kalecik, conquistando un'altra promozione dalla serie cadetta alla Sultanlar Ligi, che torna a disputare nell'annata 2021-22, quando attraverso lo scambio del titolo sportivo del suo club, inizialmente sponsorizzato e poi acquistato dall'agenzia Sigorta Shop, approda all'altro club di proprietà di quest'ultima, il Mert Grup Sigorta.
Nel campionato 2022-23 indossa la casacca della Dinamo-Ak Bars, impegnata in Superliga, con cui si aggiudica la Supercoppa russa; nel campionato seguente torna nella massima divisione turca, questa volta per difendere i colori del Kuzeyboru. Nella stagione 2024-25 è nuovamente in forza al club di Kazan, con cui conquista una Supercoppa russa e una coppa nazionale.

### Nazionale
Fa parte della nazionale dominicana under 18 che conquista la medaglia d'argento al campionato nordamericano 2012 e quella di bronzo alla Coppa panamericana 2013.
Con l'under 20 si aggiudica l'oro al Campionato nordamericano 2012, alla Coppa panamericana 2015, dove viene premiata come MVP e miglior realizzatrice, e al campionato mondiale 2015; vince inoltre un argento e un bronzo, rispettivamente alla Coppa panamericana 2013 e al campionato nordamericano 2014, in quest'ultimo torneo insignita anche del premio come miglior opposto.
Con la selezione under 23 vince quattro medaglie d'oro consecutive alla Coppa panamericana nelle edizioni 2012, 2014, 2016 e 2018 (impreziosendo l'ultima dei riconoscimenti come miglior giocatrice e miglior opposto), oltre ad aggiudicarsi l'argento al campionato mondiale 2013 e il bronzo al campionato mondiale 2015.
Appena diciottenne fa il suo debutto in nazionale maggiore nel corso del World Grand Prix 2015, andando poi a conquistare qualche mese dopo la medaglia d'argento al campionato nordamericano 2015. Segue poi la conquista di altri due argenti alla Coppa panamericana 2017 e 2018, per poi aggiudicarsi l'oro ai XXIII Giochi centramericani e caraibici, dove riceve il premio di miglior opposto. Nel 2019 centra la vittoria di altre due medaglie d'argento, rispettivamente alla Coppa panamericana e alla NORCECA Champions Cup, dove riceve l'ennesimo premio come miglior opposto, e poi di altri due ori, in questo caso ai XVIII Giochi panamericani e al campionato nordamericano.
Dopo aver partecipato ai Giochi della XXXII Olimpiade, si conferma campionessa continentale al campionato nordamericano 2021, dove le sue prestazioni le valgono i premi come MVP, miglior realizzatrice e miglior opposto, e poi vince ancora uno oro alla NORCECA Final Six 2021, insignita del riconoscimento come miglior servizio del torneo. Un anno dopo vince altri due ori, prima alla Coppa panamericana, dove risulta il miglior opposto del torneo, e poi alla NORCECA Final Six, dove emerge come miglior giocatrice, miglior servizio e miglior opposto del torneo. Nel 2023 vince l'oro ai XXIV Giochi centramericani e caraibici, premiata in questo caso come miglior realizzatrice e miglior opposto, e al campionato nordamericano; si aggiudica inoltre l'argento alla NORCECA Final Six 2023, insignita del premio come miglior opposto, e un altro oro ai XIX Giochi panamericani.
Inaugura il seguente ciclo olimpico con la vittoria dell'oro alla Coppa panamericana 2025, dove viene premiata come miglior giocatrice.

## Palmarès

### Club
- Coppa di Russia: 2

2024
- Supercoppa russa: 2

2022, 2024

### Nazionale (competizioni minori)
- Campionato nordamericano under 18 2012
- Campionato nordamericano under 20 2012
- Coppa panamericana under 23 2012
- Coppa panamericana under 20 2013
- Coppa panamericana under 18 2013
- Campionato mondiale under 23 2013
- Campionato nordamericano under 20 2014
- Coppa panamericana under 23 2014
- Coppa panamericana under 20 2015
- Campionato mondiale under 23 2015
- Campionato mondiale under 20 2015
- Coppa panamericana under 23 2016
- Coppa panamericana 2017
- Coppa panamericana 2018
- Giochi centramericani e caraibici 2018
- Coppa panamericana under 23 2018
- Coppa panamericana 2019
- Giochi panamericani 2019
- NORCECA Champions Cup 2019
- NORCECA Final Six 2021
- Coppa panamericana 2022
- NORCECA Final Six 2022
- Giochi centramericani e caraibici 2023
- NORCECA Final Six 2023
- Giochi panamericani 2023
- Coppa panamericana 2025

### Premi individuali
- 2014 - Campionato nordamericano under 20: Miglior opposto
- 2015 - Coppa panamericana under 20 2015: MVP
- 2015 - Coppa panamericana under 20 2015: Miglior realizzatrice
- 2018 - XXIII Giochi centramericani e caraibici: Miglior opposto
- 2018 - Liga de Voleibol Superior: Miglior realizzatrice
- 2018 - Liga de Voleibol Superior: Miglior servizio
- 2018 - Coppa panamericana under 23: MVP
- 2018 - Coppa panamericana under 23: Miglior opposto
- 2019 - NORCECA Champions Cup: Miglior opposto
- 2021 - Campionato nordamericano: MVP
- 2021 - Campionato nordamericano: Miglior realizzatrice
- 2021 - Campionato nordamericano: Miglior opposto
- 2021 - NORCECA Final Six: Miglior servizio
- 2022 - Coppa panamericana: Miglior opposto
- 2022 - NORCECA Final Six: MVP
- 2022 - NORCECA Final Six: Miglior servizio
- 2022 - NORCECA Final Six: Miglior opposto
- 2023 - XXIV Giochi centramericani e caraibici: Miglior realizzatrice
- 2023 - XXIV Giochi centramericani e caraibici: Miglior opposto
- 2023 - NORCECA Final Six: Miglior opposto
- 2025 - Coppa panamericana: MVP